# Mesaphorura sensibilis
Mesaphorura sensibilis is een springstaartensoort uit de familie van de Tullbergiidae. De wetenschappelijke naam van de soort is voor het eerst geldig gepubliceerd in 1973 door Rusek.